# Ĩ
Ĩ (hoofdletter) of ĩ (kleine letter) (i-tilde) is een letter die wordt gebruikt in onder andere het Gikuyu.

## Weergave op de computer
In Unicode heeft Ĩ de code 296 (hex U+0128) en ĩ de code 297 (hex U+0129).
In LaTeX kan Ĩ worden ingevoerd door de code: \~I en \~i
In HTML worden respectievelijk de codes &#296; voor de hoofdletter Ĩ en &#297; voor de onderkast ĩ gebruikt.